# Giulia Stabile
Giulia Lola Stabile (Roma, 20 giugno 2002) è una ballerina e conduttrice televisiva italiana, vincitrice della ventesima edizione del talent show Amici di Maria De Filippi.

## Biografia
Nasce nel 2002 a Roma, da madre spagnola, Susi Castaner, e da padre italiano, Carlo Stabile. Si è appassionata alla danza all'età di tre anni.
Dal 2006 al 2021 ha frequentato l'Accademia Buccellato Rossi, e dopo aver completato la sua formazione ha conseguito il diploma. Nel 2014 ha partecipato al talent show musicale Ti lascio una canzone, in onda su Rai 1 con la conduzione di Antonella Clerici.
Nel novembre 2020 ha partecipato ai provini della ventesima edizione del talent show musicale Amici di Maria De Filippi, accedendo poi alla fase iniziale. Il 20 marzo 2021 ha ottenuto l'accesso alla fase serale del programma entrando a far parte della squadra capitanata dai professori Anna Pettinelli e Veronica Peparini e il 15 maggio seguente è arrivata in finale, uscendone vincitrice, diventando la prima ballerina donna a ottenere tale risultato. Successivamente è ritornata nel programma come ballerina professionista.
Dal 18 settembre 2021 conduce il talent show in onda su Canale 5 Tú sí que vales. Nello stesso anno ha condotto il programma Fai un gavettone, in onda sulla piattaforma Witty TV. Dal 2021 conduce Intervista Stabile per la piattaforma web Witty TV. Dal 2021 conduce Oreo Challenge per la piattaforma web Witty TV e in onda su Canale 5 al termine dei day-time di Amici.
Nel 2022 è stata scelta per doppiare nel film d'animazione Il mostro dei mari diretto da Chris Williams, dove ha prestato la voce alla giovane Vedetta dell'Inevitabile. Il film è stato distribuito sulla piattaforma di streaming Netflix l'8 luglio 2022. Nello stesso anno ha preso parte alla serie Giving Back Generation.
Il 5 settembre 2022 ha preso parte ballando nello spettacolo finale di Onedance, organizzato da Roberto Bolle. Il 19 e il 23 ottobre 2022, presso il Palazzo dello Sport di Roma e al Mediolanum Forum di Assago a Milano, si è esibita come parte del corpo di ballo di Sangiovanni nel suo tour nei palazzetti, svolgendo anche il ruolo di coreografa. Nel novembre dello stesso anno ha annunciato di aver coreografato Farfalle di Sangiovanni all'interno del videogioco Just Dance 2023 Edition.
Nel 2023 ha co-condotto e preso parte al corpo di ballo Amici Full Out Live, insieme a Nicolò De Devitiis e Isobel Fetiye Kinnear. Nello stesso anno partecipato come ballerina agli eventi Love Mi e Carla Fracci Mon Amour ed ha coreografato il video musicale di Che t'o dico a fa' di Angelina Mango. Dallo stesso anno è diventata testimonial per il marchio di assorbenti Lines. Nel 2024 è diventata testimonial della nuova campagna pubblicitaria Let's Move dei gioielli S'Agapõ, marchio del gruppo Bros Manifatture. Nel maggio 2025 è apparsa nel videoclip del singolo Popolare di Michele Bravi e Mida.

## Vita privata
Da dicembre 2020 a giugno 2023 è stata legata sentimentalmente al cantautore Sangiovanni, concorrente e vincitore della categoria canto nella sua medesima edizione di Amici.

## Filmografia

### Doppiatrice
Cinema
- Il mostro dei mari, regia di Chris Williams (2022)

### Coreografa
Videogiochi
- Just Dance 2023 Edition (2023)

## Programmi televisivi
- Ti lascio una canzone (Rai 1, 2014) - ballerina
- Amici di Maria De Filippi (Canale 5, dal 2020; Italia 1, 2020-2021) - concorrente, vincitrice (2020-2021); ballerina professionista (dal 2021)
- Tú sí que vales (Canale 5, dal 2021) - conduttrice
- Amici Full Out Live (Italia 1, 2023) - ballerina professionista, co-conduttrice

## Web TV
- Fai un gavettone (Witty TV, 2021) - conduttrice
- Carla Fracci Mon Amour (YouTube, 2021) - guest star
- Oreo Challenge (Witty TV, 2021-2023) - conduttrice
- Intervista Stabile (Witty TV, dal 2021) - conduttrice

## Video musicali

### Ballerina
- Guccy Bag di Sangiovanni (2021)
- Lady di Sangiovanni (2021)
- Yellow di AKA 7even (2021)
- Libertad di Ibla (2021)
- Malibu di Sangiovanni (2021)
- Popolare di Michele Bravi e Mida (2025)

### Coreografa
- Malibù di Sangiovanni (2021)
- Che t'o dico a fa' di Angelina Mango (2023)

## Tour ed eventi

### Ballerina
- Love Mi (2023)
- Carla Fracci Mon Amour (2023)

### Coreografa
Tournée
- Sangiovanni Tour (2022) - insieme a Samuele Barbetta

## Spot pubblicitari
- Lines (dal 2023)
- Let's Move (2024)

## Riconoscimenti
- Amici di Maria De Filippi
  - 2021 – Vincitrice della ventesima edizione nella categoria "Danza"[60]
  - 2021 – Premio TIM[60]